# Mặt đẳng thế
Trong điện trường, điện thế biến đổi từ điểm này qua điểm khác. Để thấy cụ thể sự phân bố điện thế trong điện trường, người ta đưa ra khái niệm mặt đẳng thế.

## 1.Định nghĩa
Mặt đẳng thế là quỹ tích của những điểm có cùng điện thế.
Phương trình của mặt đẳng thế có thể hiểu như sau:
{\displaystyle V=C=const\,}
Ứng với mỗi giá trị của hằng số {\displaystyle C\,}, có một mặt đẳng thế. Từ công thức:
{\displaystyle V={q \over {4\pi \ e_{0}er}}\,}
Phương trình của các mặt đẳng thế trong điện trường gây ra bởi một điện tích điểm là:
{\displaystyle r=const\,}
Đó là phương trình của những mặt cầu có tâm nằm tại điện tích điểm.

## 2.Tính chất của mặt đẳng thế

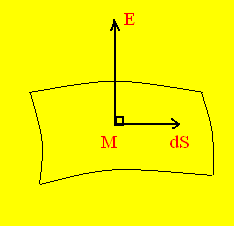
Véc tơ cường độ điện trường vuông góc với mặt đẳng thế.

- Các mặt đẳng thế không cắt nhau, vì tại mỗi điểm của điện trường chỉ có một giá trị xác định của điện thế.
- Công của lực tĩnh điện trong sự dịch chuyển một điện tích {\displaystyle q_{0}\,} trên một mặt đẳng thế bằng {\displaystyle 0\,}. Thực vậy, giả sử ta dịch chuyển điện tích {\displaystyle q_{0}\,} từ điểm M đến điểm N trên một mặt đẳng thế thì công của lực tĩnh điện bằng:

{\displaystyle A_{MN}=q_{0}(V_{M}-V_{N})\,}
Nhưng vì M và N nằm trên cùng một mặt đẳng thế nên {\displaystyle V_{M}=V_{N}\,} do đó {\displaystyle A_{MN}=0\,}.
Như vậy nếu như dịch chuyển một điện tích {\displaystyle q_{0}\,} qua một đoạn nhỏ {\displaystyle {\vec {dS}}} bất kì trên mặt đẳng thế, khi đó công của lực tĩnh điện trong chuyển dời này có giá trị:
{\displaystyle dA=q_{0}{\vec {E}}.{\vec {dS}}=0\,} do đó {\displaystyle {\vec {E}}.{\vec {dS}}=0\,} (*)
- Véc tơ cường độ điện trường tại một điểm trên mặt đẳng thế vuông góc với mặt đẳng thế tại điểm đó. Thực vậy, theo (*) suy ra {\displaystyle {\vec {E}}} vuông góc với {\displaystyle {\vec {dS}}}. Vì {\displaystyle {\vec {dS}}} lấy bất kì trên mặt đẳng thế nên {\displaystyle {\vec {E}}} vuông góc với mọi {\displaystyle {\vec {dS}}} vẽ qua điểm M.